# Wit Stwosz

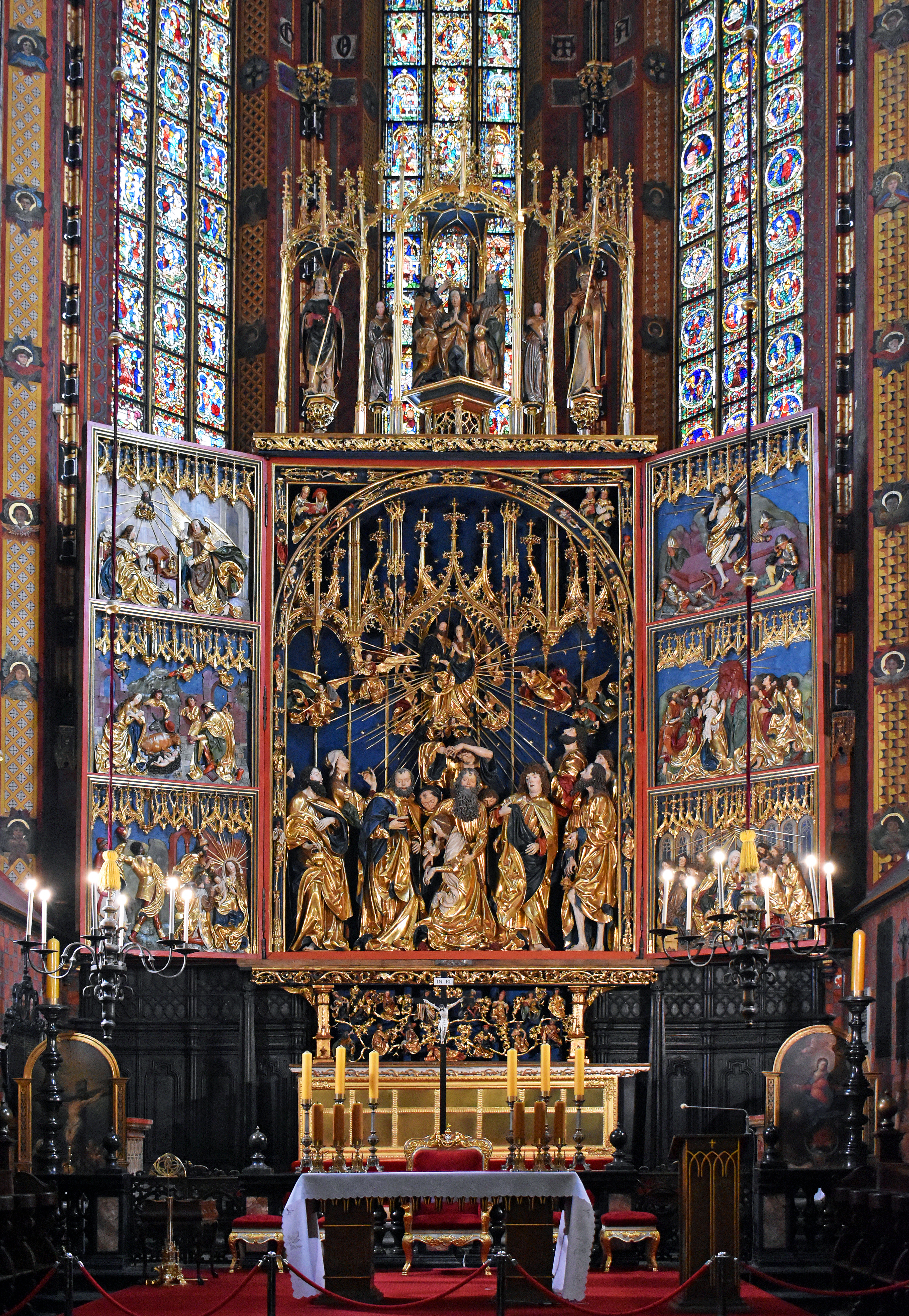
Ołtarz w Kościele Mariackim w Krakowie

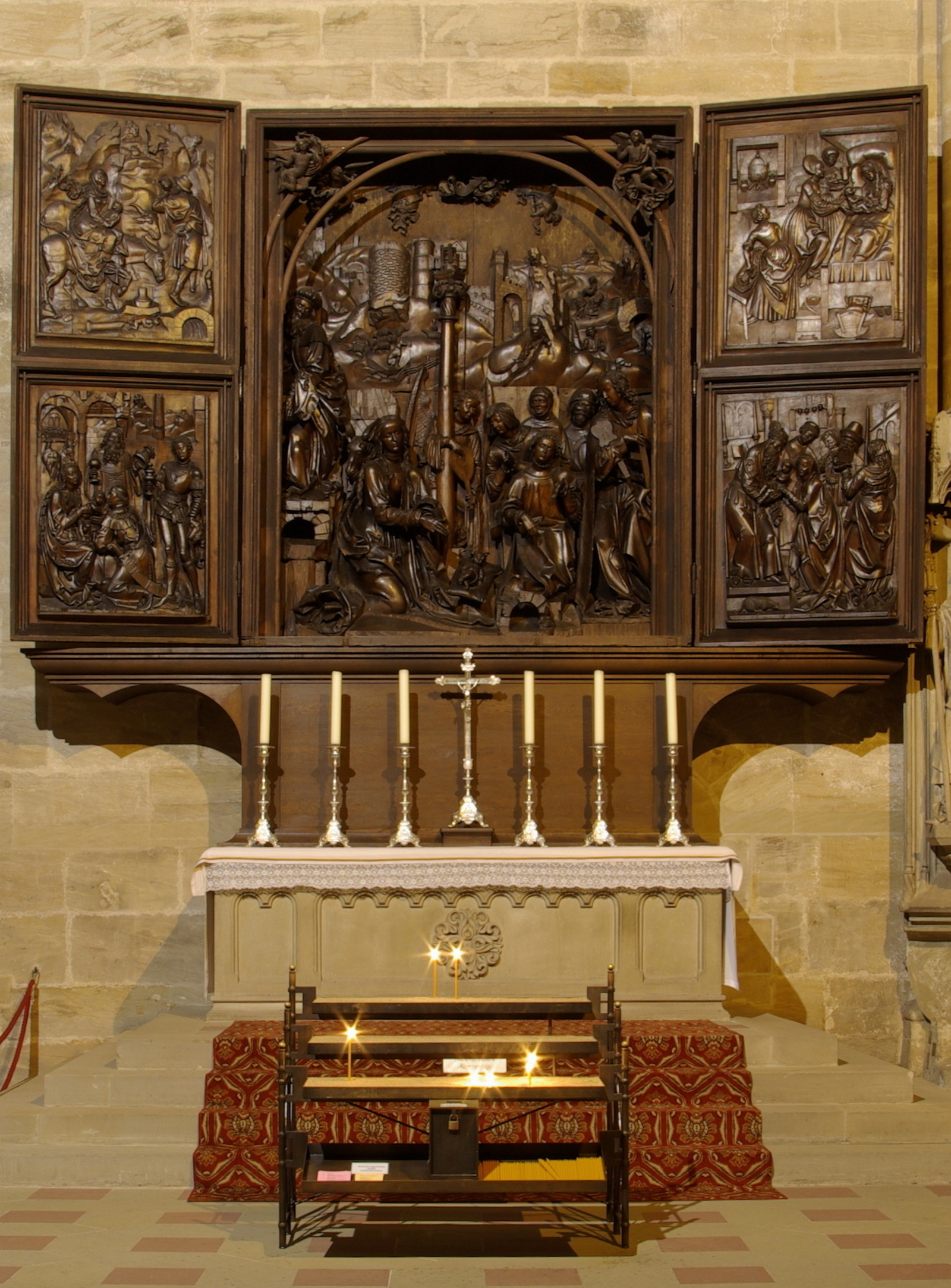
Ołtarz Bamberski

Wit Stwosz, także Wit Stosz, niem. Veit Stoß (ur. ok. 1448 w Horb am Neckar koło Stuttgartu (Niemcy), zm. 1533 w Norymberdze) – niemiecki rzeźbiarz, grafik i malarz, wybitny przedstawiciel późnego gotyku.

## Życiorys
Miejsce urodzenia Wita Stwosza nie jest pewne. Zachowane dokumenty z epoki wskazują na miejscowość o nazwie zbliżonej w wymowie do Horb lub Horbn. Większość badaczy przyjmuje, że chodzi o Horb am Neckar koło Stuttgartu. Jednakże pewne wpływy artystyczne widoczne zwłaszcza we wczesnych dziełach Stwosza wskazują na jego terminowanie w ośrodkach artystycznych położonych w dzisiejszej Szwajcarii. Ponadto rodzony brat Wita Stwosza, Maciej, z całą pewnością urodził się w Aarau. To wskazuje raczej na związki rodziny artysty z tą właśnie okolicą a tym samym na urodzenie się nie w Horb am Neckar, ale w miejscowości Horben położonej kilkanaście kilometrów na południowy wschód od Aarau.
O najwcześniejszej edukacji artystycznej Stwosza nie wiadomo nic pewnego. Na podstawie cech jego stylu można przypuszczać, że umiejętności posługiwania się dłutem nabył w Nadrenii, której stolicą artystyczną był w tym czasie Strasburg. Na pewno miał kontakt z twórczością Mikołaja z Lejdy (działającego w Strasburgu w latach 1463–1467), ale zapewne nie był jego uczniem, a tylko jednym z wielu artystów, na których Mikołaj z Lejdy wywarł wpływ. Stwosz najpewniej znał twórczość Mistrza E.S. i Martina Schongauera.
Sferą domysłów jest dla badaczy czas również przed 1477 rokiem, a więc okres kształtowania się osobistego stylu Stwosza. Gdy przybył do Krakowa w 1477, aby podjąć się wykonania ołtarza głównego w najważniejszym kościele miejskim, był już w pełni ukształtowanym artystą. Pewne cechy obecne w Ołtarzu Mariackim wskazują, że podczas swojej podróży artystycznej Stwosz odwiedził Niderlandy, a w szczególności Brukselę. W każdym razie nie ulega wątpliwości, że znał on bardzo dokładnie twórczość Rogiera van der Weydena.
Gdy w 1477, za Jana Thurzo, Stwosz przybył do Krakowa, zrezygnował z obywatelstwa Norymbergi. Nie wiadomo, jak długo tam mieszkał, ale w Norymberdze (przed r. 1476) ożenił się z Barbarą Hertz, tam też urodził się jego pierwszy syn Andrzej, później zakonnik. W Krakowie urodził się ich drugi syn – Stanisław Stwosz. Stwosz zamieszkał w Krakowie przy ulicy Grodzkiej 39 w kamienicy zwanej obecnie Domem Wita Stwosza.
Po wykonaniu Ołtarza Mariackiego oraz paru innych zamówień (m.in. nagrobków króla Kazimierza Jagiellończyka i biskupa Piotra z Bnina) Stwosz w 1496 przeprowadził się z powrotem do Norymbergi. W tym samym roku umarła jego żona Barbara. Przed 1500 niezdecydowany Stwosz zainwestował dużą sumę w spekulacje tekstylne Hansa Starzedla za namową i prawdopodobnie poręką znanego kupca Jakoba Banera. W następnych latach Starzedl zbankrutował. Stwosz, nie mogąc odzyskać należnej mu sumy przed sądem, w marcu lub kwietniu 1503 podrobił prawdopodobnie skradziony dokument poręki, na którym postawił fałszywy podpis i pieczęć Banera. Oryginał został prawdopodobnie skradziony przez sługę Banera, który również zainwestował 600 guldenów, ale je odzyskał. Fałszerstwo zostało wykryte, a artysta schronił się do klasztoru karmelitów, gdzie zakonnikiem był jego syn. Przebywając w klasztorze doszedł do ugody w sprawie weksla z jego wystawcą; ugoda ta jednak nie uchroniła go od odpowiedzialności z oskarżenia publicznego za fałszerstwo. Opuściwszy klasztor został zatrzymany 16 listopada 1503 przez straż miejską i osadzony w więzieniu. Z pomocą przyszedł jego zięć, Jörg Trummer, obywatel miasta Münnerstadt. Stwosz uniknął kary śmierci lub oślepienia dzięki wyjednanemu przez zięcia wstawiennictwu biskupa Würzburga Wawrzyńca z Bibra i rycerza frankońskiego Betza von Romrodt. Karę ograniczono do wypalenia mu 4 grudnia 1503 rozgrzanym żelazem piętna na obu policzkach i nakazania nieopuszczania miasta do końca życia. Zakazowi się jednak nie podporządkował i uciekł do Münnerstadt, co doprowadziło do nowego konfliktu z Radą Miejską.

## Potomstwo
Jego syn, Jan, był autorem ołtarza w kościele św. Walpurgi w Heltau oraz ołtarza w Kościele na Wzgórzu w Sighișoarze w Siedmiogrodzie.

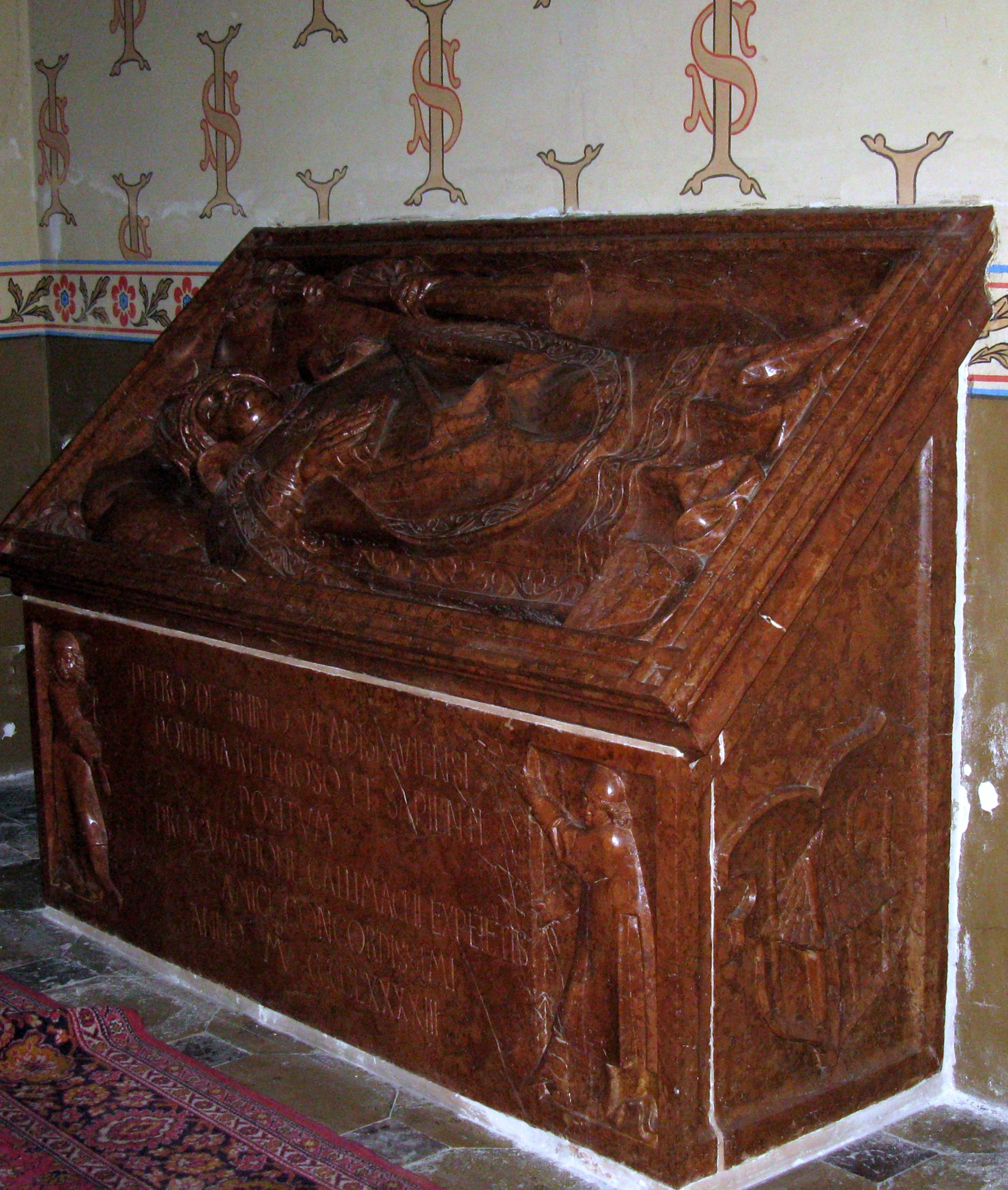
Tumba biskupa Piotra z Bnina w katedrze włocławskiej
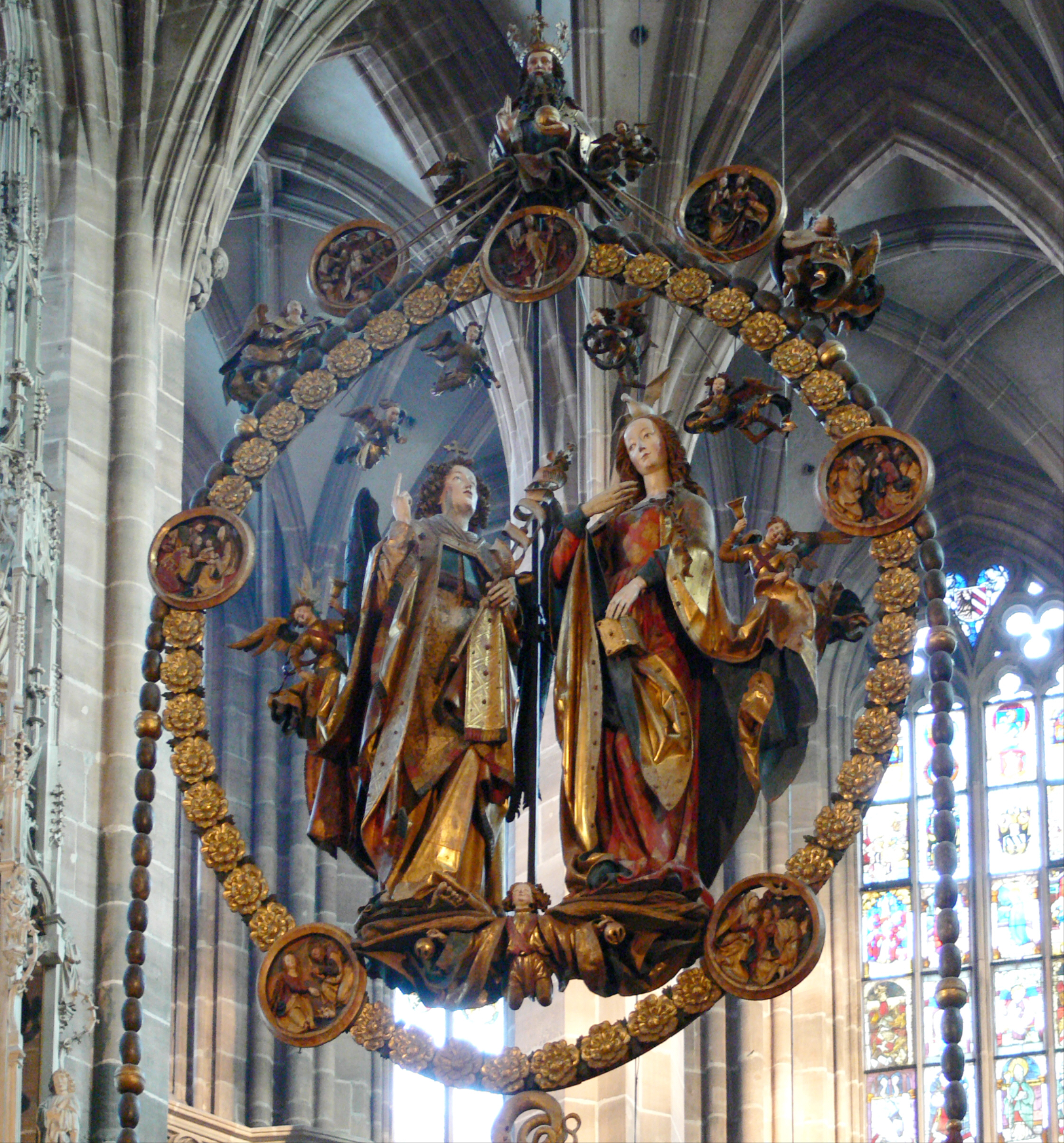
Pozdrowienie Anielskie z kościoła św. Wawrzyńca w Norymberdze
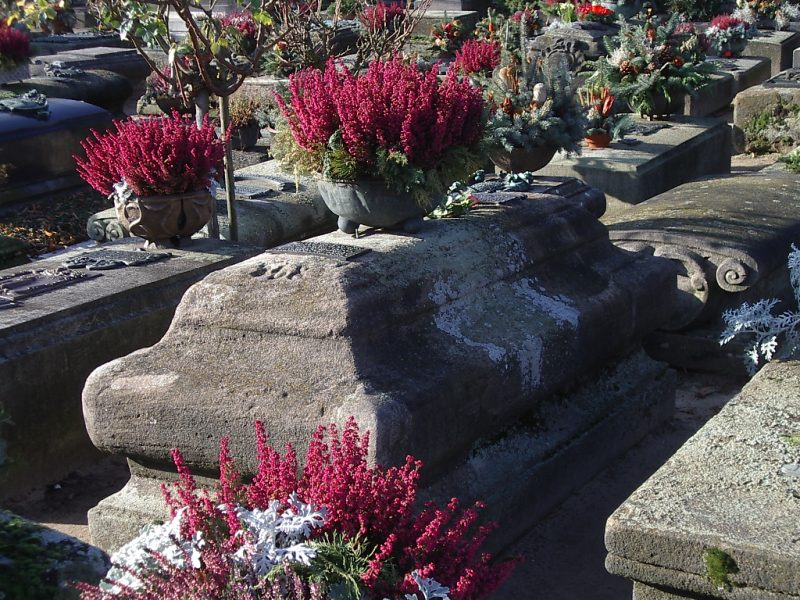
Grób artysty w Norymberdze
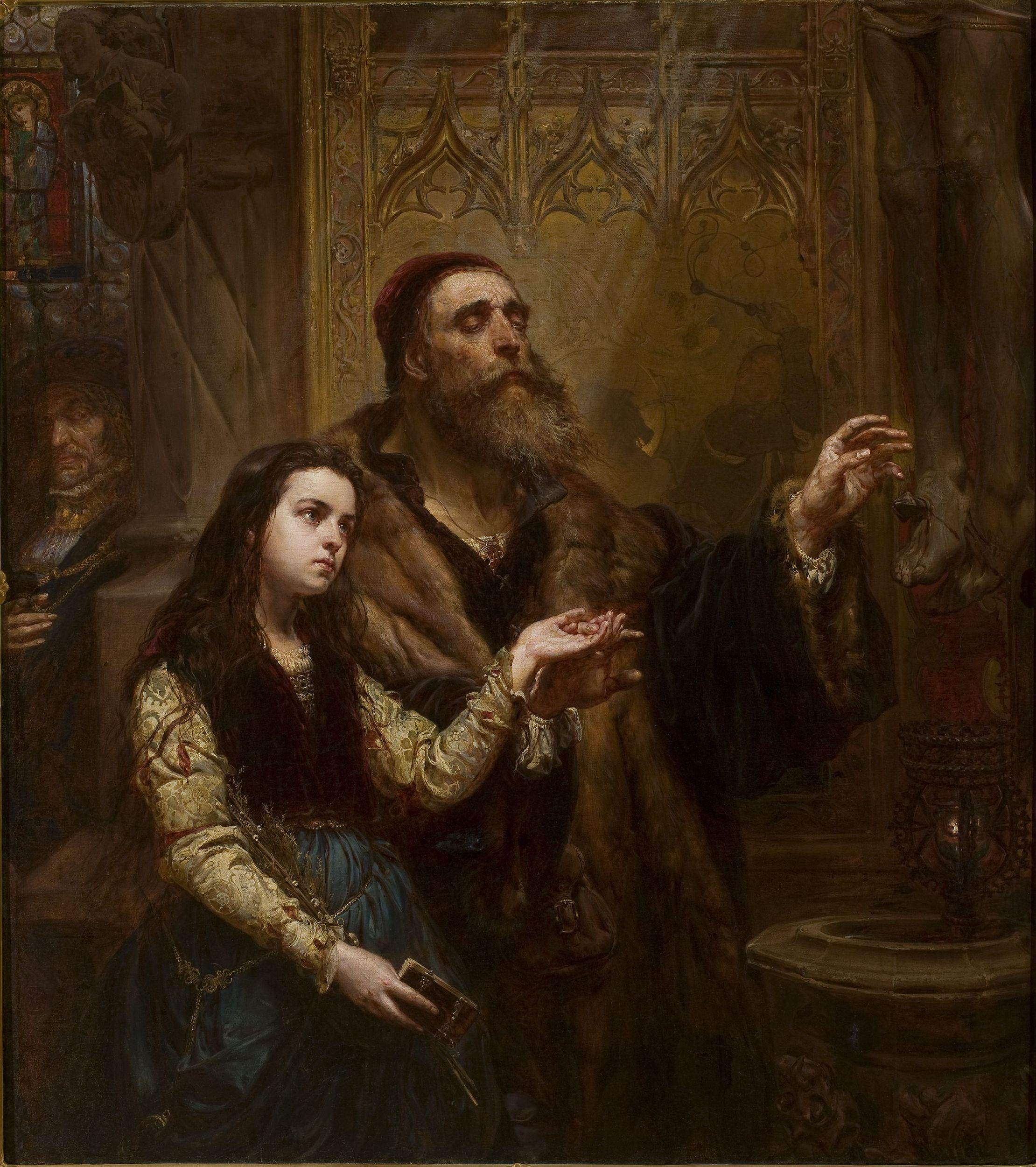
Wit Stwosz według Jana Matejki
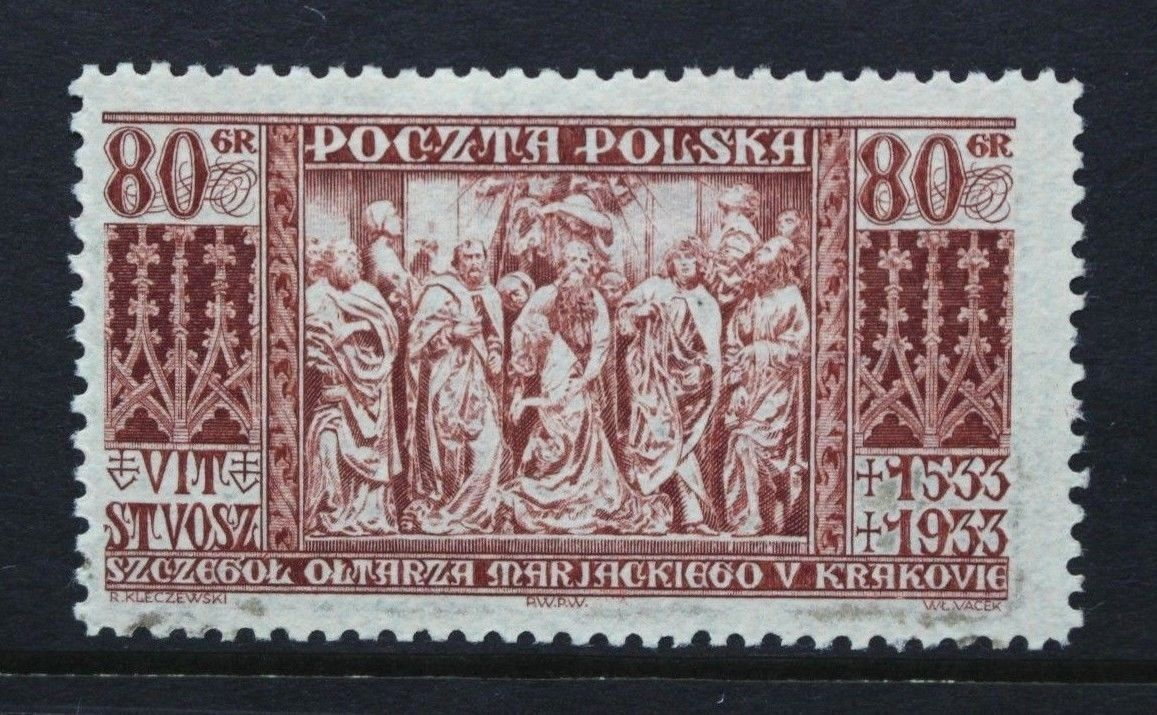
Krakowski ołtarz na znaczku pocztowym

## Dzieła
- Ołtarz główny (Zaśnięcia NMP) w kościele Mariackim w Krakowie, 1477–1489
- Nagrobek króla Kazimierza IV Jagiellończyka (zm. 1492) w kaplicy Świętokrzyskiej katedry wawelskiej, współpracował z nim Jorg Huber z Passawy, który wyrzeźbił kapitele baldachimu.
- Krucyfiks w nawie południowej Kościoła Mariackiego w Krakowie fundacji Henryka Slackera
- Chrystus w ogrodzie Oliwnym – piaskowcowa płaskorzeźba w Muzeum Narodowym w Krakowie około 1480–1485 r.
- Tumba Piotra z Bnina (zm. 1494) w katedrze we Włocławku – ok. 1493–1495
- Płyta nagrobna prymasa Zbigniewa Oleśnickiego (zm. 1493) w katedrze gnieźnieńskiej
- Modlitwa w Ogrójcu z kościoła pw. Wszystkich Świętych w Ptaszkowej (gm. Grybów, woj. Małopolskie) ok. 1490
- Epitafium Pawła Volckamera w kościele św. Sebalda w Norymberdze, 1499
- Epitafium Filipa Kallimacha w kościele św. Trójcy, przed 1500
- Krucyfiks ze Szpitala św. Ducha w Norymberdze, ok. 1510 (przechowywany w Germanisches Nationalmuseum w Norymberdze)
- Krucyfiks Wickla z kościoła NMP w Norymberdze, 1520 (przechowywany w kościele św. Sebalda)
- Zwiastowanie NMP, kościół św. Wawrzyńca w Norymberdze, 1517/1518
- prawdopodobny jest udział Stwosza przy nagrobku cesarza Maksymiliana I (w kościele dworskim w Innsbrucku), odlanego przez Gilga Sesselschreibera
- Ołtarz Bożego Narodzenia wykonany dla kościoła karmelitów w Norymberdze, przeniesiony do katedry w Bambergu, 1523